# راندي أورتن
راندال كيث «راندي» أورتن (بالإنجليزية: Randal Keith "Randy" Orton) (ولد في 1 أبريل 1980) هو مصارع، وممثل أمريكي محترف. حاليا موقع لمنظمة دبليو دبليو إي. يعتبر أورتن مصارعا محترفا من الجيل الثالث حيث أن جده بوب أورتن الأب وأبوه "كاوبوي" بوب أورتن الابن وعمه باري أورتن هم مصارعون محترفون سابقون.
قبل أن يظهر أورتن في الدبليو دبليو إي، تدرب أورتن وتصارع في منظمة ميد-ميزوري ريسلينغ أسوسييشن-سوثرن لينوس كونفيرينس ريسلينغ لمدة شهر. ثم أرسل إلى منظمة أوهايو فالي ريسلينغ (أو في دبليو)، حيث حمل بطولة أو في دبليو هاردكور مرتين.
وبعد أن وقع مع الدبليو دبليو إي، أصبح أورتن عضوا في فريق إيفولوشن. حيث ربح بطولة القارات بعدها بفترة وكانت تلك أول بطولة له مع الدبليو دبليو إي. كما أصبح أورتن يعرف باللقب «ذا ليجند كيلر» بعد أن بدأ بإهانة وضرب أعضاء دبليو دبليو إي قاعة المشاهير في الدبليو دبليو إي. وبعمر يبلغ 24 عامًا، أصبح أورتن أصغر مصارع في تاريخ الدبليو دبليو إي يفوز بلقب بطولة العالم للوزن الثقيل. وهو ما أدى إلى طرده من فريق إيفولوشن وبدء عداوة معهم. في 2006، أتحد أورتن مع إيدج وشكلا فريقا ثنائيًا يعرف باسم ريتيد آر كي او. وسوية حملا لقب بطولة العالم للفرق الثنائية. بعد انشقاق الفريق، كون أورتن مجموعة ليغاسي مع كودي رودز وتيد ديبياسي في عام 2008. ومع ذلك إنشقت المجموعة في عام 2010 حين عاد أورتن إلى المباريات الفردية. ربح أورتن بطولة دبليو دبليو إي مرتين في ليلة واحدة في منتصف عام 2007. يعتبر أورتن في مصارعة المحترفين بطل العالم 12 مرة بسبب فوزه ببطولة العالم للوزن الثقيل اربع مرات، وبطولة دبليو دبليو إي/بطولة دبليو دبليو إي للوزن الثقيل ثمانية مرات. وهو الفائز في مباراة رويل رامبل 2009 والفائز في مباراة رويال رامبل 2017 أيضا والفائز بحقيبة ماني إن ذا بانك الحمراء2013.
إحتاج راندي إلى إجراء عملية جراحية في كتفه، بعد الإصابات المتكررة التي تعرض لها، مما أدى إلى غيابه عن عرض راسلمينيا 32, لكنه عاد بعد غياب دام 9 أشهر في عرض باتلجراوند 2016 معلنا تحديه لبروك ليسنر، فدخل في عداوة قصيرة معه انتهت بخسارة ساحقة لأورتن أمام ليسنر في عرض سمر سلام من نفس السنة.
دخل راندي في عداوة مع براي وايت لكنها انتهت بشكل مفاجئ، بعدما انضم أورتن لعائلة وايت لكنه سرعان مانقلب على براي بعدما فاز بمباراة الرويال رمبل 2017, حيث كان وايت بطل الدبليو دبليو أي آن ذاك ليواجه أورتن في راسلمينيا 33 ويفوز الأخير باللقب للمرة السادسة عشر في مسيرته، حاول براي استعادة اللقب في بايباك لكن لم ينجح، وفي باكلاش دافع راندي عن لقبه ضد جيندر ماهال لكنه فشل في الحفاظ عليه واستعادته. في نهاية عام 2020 , بدت عداوته مع البطل المحبوب انذاك درو ماكنتاير، فقد لعب ضده على لقب الدبليو دبليو أي في جحيم في زنزانة (مصارعة), ليتوج به للمرة الرابعة عشر في مسيرته.

## بطولاته وانجازاته
- بطولة العالم للوزن الثقيل (4 مرات)
- بطولة دبليو دبليو إي (10 مرات)
- بطولة العالم للفرق الثنائية مع إيدج (مرة واحدة)
- بطولة الفرق الثنائية مع مات ريدل (مرة واحدة)
- بطولة دبليو دبليو إي القارات (مرة واحدة)
- بطولة دبليو دبليو اي سماكداون للفرق مع براي وايت (مرة واحدة)
- بطولة الولايات المتحدة دبليو دبليو إي (مرة واحدة)
- فائز بحقيبة ماني إن ذا بانك لعام 2013 (مرة واحدة)
- فائز بالرويال رامبل لعام 2009 و 2017

## البرامج التلفزيونية
- عام 2014: دبليو دبليو إي سلام سيتي بدور «نفسه».

## وصلات خارجية
- راندي أورتن على موقع دبليو دبليو إي (الإنجليزية)
- راندي أورتن على موقع WrestlingData.com (الإنجليزية)
- راندي أورتن على موقع CageMatch worker (الإنجليزية)
- راندي أورتن على موقع قاعدة بيانات المصارعة على الإنترنت (الإنجليزية)
- راندي أورتن على موقع عالم المصارعة على الإنترنت (الإنجليزية)
- راندي أورتن على موقع عالم المصارعة على الإنترنت (الإنجليزية)

- راندي أورتن في موقع دبليو دبليو إي دوت كوم
- راندي أورتن على موقع IMDb (الإنجليزية)
- راندي أورتن على موقع ألو سيني (الفرنسية)
- راندي أورتن على موقع أول موفي (الإنجليزية)
- راندي أورتن على موقع إن إن دي بي (الإنجليزية)
- راندي أورتن على موقع قاعدة بيانات الفيلم (الإنجليزية)
- راندي أورتن على موقع كينوبويسك (الروسية)